# 魯斯蘭·扎哈羅夫
鲁斯兰·阿尔贝托维奇·扎哈罗夫（俄语：Руслан Альбертович Захаров，1987年3月24日—），是一名俄羅斯短道競速滑冰運動員。他曾參加2010年和2014年兩屆冬奧，其中在2014年冬奧，他聯同隊友獲得男子5000公尺接力金牌。

## 世界盃領獎台
| 日期           | 賽季    | 地點     | 排名 | 項目         |
| 2012年10月21日 | 2012–13 | 卡加利   | 銀牌 | 5000公尺接力 |
| 2013年2月10日  | 2012–13 | 索契     | 銅牌 | 5000公尺接力 |
| 2013年11月10日 | 2013–14 | 杜林     | 銀牌 | 5000公尺接力 |
| 2013年11月17日 | 2013–14 | 科洛姆納 | 銀牌 | 5000公尺接力 |